# 傷寒論
傷寒論（しょうかんろん、繁体字: 傷寒論; 簡体字: 伤寒论; 拼音: Shānghán lùn）は、後漢末期から三国時代に張仲景が編纂した伝統中国医学の古典。内容は伝染性の病気に対する治療法が中心となっている。
現伝の『宋版傷寒論』は「辨脈法」「平脈法」「傷寒例」「辨痙湿暍脈證」「辨太陽病脈證并治（上・中・下）」「辨陽明病脈證并治」「辨少陽病脈證并治」「辨太陰病脈證并治」「辨少陰病脈證并治」「辨厥陰病脈證并治」「辨霍亂病脈證并治」「辨陰陽易差病脈證并治」「辨不可發汗病脈證并治」「辨可發汗病脈證并治」「辨發汗後病脈證并治」「辨不可吐」「辨可吐」「辨不可下病脈證并治」「辨可下病脈證并治」「辨發汗吐下後病脈證并治」の篇からなりたっている。
このうち一般に辨太陽病脈證并治～辨厥陰病脈證并治までは「三陰三陽篇」といわれ、辨不可發汗病脈證并治～辨可下病脈證并治までは「可不可篇」といわれる。「三陰三陽篇」では、病気を太陽（たいよう）・陽明（ようめい）・少陽（しょうよう）・太陰（たいいん）・少陰（しょういん）・厥陰（けついん）の6つの時期にわけ、それぞれの病期に合った薬を処方することが特徴的である。

## 起源
建安という年号が終わって10年にもならない頃（建安元年から10年にもならない頃の説もある。また、建安ではなく建寧であろうとの説もある）に張仲景が、一族の者を傷寒で多く失ったため、記したのが本書と言われる。張仲景の名が張機で、長沙太守だったと唐代にかかれた『名医録』に記載され『宋版傷寒論』の序文に宋臣によって引用された説もあるが、正史である『後漢書』『三国志』にはその名がみられない。自序に「傷寒・雑病の論」とあることから傷寒雑病論（繁体字: 傷寒雜病論; 簡体字: 伤寒杂病论; 拼音: Shānghán zábìng lùn）を原題名とする説や、傷寒卒病論が原題とする説があげられているが、5世紀の『小品方』に『張仲景弁傷寒并方』・『張仲景雑方』と記録されていることから『張仲景方』もしくはそれに類した名称で呼ばれていたのだろうと類推されている。しかし、これらの書は失伝した。
傷寒論は数多くの治療家に編纂・校訂された。そしていつ頃か、傷寒を扱った部分と雑病を扱った部分に分かれた。前者は『（張仲景）傷寒論』と題され、唐代に医師の国家試験テキストとされた。
西晋の王叔和が撰した『脈経』には、現伝の『宋版傷寒論』と一致する条文が多くみられる。宋改を経た『脈経』は明の何大任倣宋本が日本に現存する。
『太平御覧』に引用された『養生論』に「王叔和 性沈静 好著述 考覈遺文 采摭群論 撰成脈経十巻 編次張仲景方論 編為三十六巻 大行於世」とあり、王叔和が『張仲景方論』を編したことが記されているがこの書は失伝した。
唐代の孫思邈が著した『千金方』第九には、傷寒が収められている。宋改を経た『備急千金要方』は南宋版が日本に現存する。
唐代の孫思邈が『千金方』の不備を扶翼する目的で撰述したとして仮託される『千金翼方』巻九・巻十には傷寒が収められている。この部分は、一般に『唐本傷寒論』と呼ばれる。宋改を経た『千金翼方』が元大徳本として日本に現存する。
北宋の開宝年間（968年 - 975年）、高継沖が宋朝に帰順し宋朝としての武寧軍節度使に任ぜられた際、傷寒論を宋政府に献上した。その後、宋政府が諸家の医方を蒐集して『太平聖恵方』を編纂した時（992年）、高継沖本がとり入れられたと考えられている。この『太平聖恵方』中の傷寒部分は、『淳化本傷寒論』と呼ばれ、日本に現存する。
傷寒論として一般に知られているものが北宋の時代に林億（りんおく）・孫奇（そんき）たち（宋臣ら）が校正医書局において校正・復刻（宋改）した傷寒論である。大字本および小字本が出版された。宋改では、宋臣により大規模改変・変更が行われ刊行された。それ故、宋改を受けた書から直接、それ以前の書を知ることは大変困難である。これら宋改を経た大字本および小字本はまとめて『宋版傷寒論』といわれるが、失伝した。
宋改本の原本『宋版傷寒論』は現在に伝わっていないが、小字本の宋改本系にあたるものとして、明の趙開美刻『仲景全書』（1599年）の中の『翻刻宋版傷寒論』全10巻22篇が日本および中華人民共和国に現存している。この書は『趙開美本傷寒論』と一般にいわれる。
『金匱玉函経』も、傷寒論の異本として、校正医書局において校正・復刻（宋改）されている。宋臣らは『傷寒論』に引き続き翌年にこの『金匱玉函経』を世に送り出しており、その重要性を認識していたと思われる。だが、『金匱玉函経』の宋改版が出た後、清朝の康熙56年（1717年）上海の陳世傑が『金匱玉函経』を刊行するまで650年以上にわたり、この『金匱玉函経』が出された記録は見つかっていない。日本においても1746年、清水敬長によって『金匱玉函経』が翻刻されただけで、流布した本は少ないとされる。陳世傑本が、日本および中華人民共和国に現存している。
また、翰林学士の王洙は国家の図書館で虫損を受けた古書中に『金匱玉函要略方』を発見した。この書は上巻に傷寒、中巻に雑病、下巻に処方と婦人病が記されたものであった。この『金匱玉函要略方』を転写して数人の学識者にのみ伝え、書中に処方とその主治証が完備しているものを使用してみたところ、効果は神の如くであった。そこで、宋臣らは下巻にあった処方を各々の相応する証候文の次に配置しなおし、諸家の方書中に散在する仲景の雑病に関する論説と処方の佚文を採取、各篇末に「附方」として補遺し、上巻の傷寒部分は節略が多いので削除し、その他の雑病より飲食禁忌までは残し、全25篇として総262方、これを上中下の三巻本に再編成し、これらの部分は大字本では『（新編）金匱方論』とされ、小字本では『（校正）金匱要略方』とされた。『金匱要略』とは、これら『金匱方論』・『金匱要略方』の通称である。
南宋の成無己（せいむき、無已（むい）の説もあり）による『注解傷寒論』（1144年）では、『宋版傷寒論』と比較すると、『宋版傷寒論』の省略改変が行われており、条文の細字注記の省略、可不可篇で三陰三陽篇で重複する条文の削除、『宋版傷寒論』第五篇以降各篇の一字低格下条文を省略し、陰病の下法を「陽明転属」と解釈する等の点で改変を行っている。また、同一条文でも字句の相違が多い。この『注解傷寒論』は、一般に、『成注本』または『成本『傷寒論』』や単に『成本』とも通称される。こういった点があるにも関わらず、『注解傷寒論』は日本の漢方および中医学に多大な影響を残した。現存する『注解傷寒論』としては明倣元刊本が最善本のひとつとされる。この明倣元刊本はかつて日本にあり、考証学派によって躋寿館より和刻された。現在、明倣元刊本は台湾に現存する。
江戸時代の前半、最も流布した傷寒論は『注解傷寒論』系の傷寒論であった。日本の1660年ごろに作られた活字刊印の単経本傷寒論も『注解傷寒論』が底本であった。約半世紀後、同じ手法で『小刻本傷寒論』を香川修庵が1715年に抜粋・刊行し、大流行した。この小刻本『傷寒論』も、『注解傷寒論』系の書である。江戸時代に制作されたと考えられている『康平本傷寒論』・『康治本傷寒論』も『注解傷寒論』の特徴を持ち、『注解傷寒論』系の偽書とされる。

## 傷寒とは
傷寒には広義の意味と狭義の意味の二つがある。
広義の意味では「温熱を含めた一切の外感熱病」で、狭義の意味では「風寒の邪を感じて生体が傷つく」ことで温熱は含まれない。傷寒論におけるこの意味の扱いの違いは、林億（りんおく）・孫奇（そんき）らの校正・復刻による宋改の結果起こったことで、古典である傷寒論の解釈の違いになってくる。傷寒論のもっとも際立った功績とは、薬物療法を診断学と結びつけたことと湯液つまり煎じ薬を主体に薬物療法を組み立てたことだった。
ちなみに現代中国語ではチフスのことを傷寒という。傷寒とはさまざまな説があるが、現在医学でいうチフス、インフルエンザ、マラリアに似た疾患ともいわれるが、詳細は不明である。

## 解釈の相違
傷寒論は古典であるためさまざまな解釈がでてくるが、
主に内容から、
1. 風邪（ふうじゃ）などの外感熱病の専門書
2. 疾病一般の弁証論治（診断して治療する方法）としての総合書

という2つの見解がある。
序文には、「感往昔之淪喪 傷横夭之莫救 乃勤求古訓 博采衆方 撰用 素問 九巻 八十一難 陰陽大論 胎臚 薬録　并 平脈辨証 為 傷寒雑病論 合十六巻」との記載があり、これらの書物が成立にあたって、参考にされたのであろうと考えられている。
（この『傷寒論』序文の『胎臚』『薬録』の部分は『胎臚薬録』とつなげて一つの書と解釈する人もいる）

## 中国と日本の違い
中医学と漢方は違った発展をとげたものではあるが、中国、日本ともに傷寒論は重要な古典として扱われる（漢方医学の項を参照のこと）。
日本現存最古の医学書『医心方』を見ると、経絡の概念にとらわれず身体の部位別に経穴の記載する、脈診についての記載を避ける等、哲学を排除し実用化・技術化しており、鍼灸を独立した篇として扱う等、当初より日本化する傾向がみられる。さらに、安土桃山から江戸時代にかけて、口訣・腹診・管鍼法など、独自の進化をとげた。また、日本には、古方派といわれる学派や、医学において考証学といわれる文献資料を博捜・選択し、客観的事実に基づいてその真相・真理を究明するという学派が起こり、善本医籍の探索・蒐集とその校刻事業が行われた。

## 傷寒論に収載される方剤のうち有名なもの
- 小青龍湯
- 小柴胡湯
- 五苓散
- 四逆湯
- 半夏瀉心湯
- 甘草湯
- 甘草瀉心湯
- 呉茱萸湯
- 柴胡加龍骨牡蠣湯
- 大建中湯
- 麻黄湯
- 葛根湯
- 桂枝湯